# Agència Jueva per la Terra d'Israel
L'Agència Jueva per la Terra d'Israel (en hebreu: הסוכנות היהודית לארץ ישראל) (Sojnut Ha-Yehudit Le-Eretz Israel) és una entitat israeliana creada el 1929 responsable d'ajudar el retorn dels jueus i els seus descendents a Israel (Aliyyà). L'agència va tenir un paper clau en l'assentament de famílies de la diàspora jueva en noves terres quan es va crear l'Estat d'Israel el 1948. Gràcies al finançament d'entitats jueves d'arreu del món va poder sufragar les despeses de la construcció de cases per als immigrants i la creació de l'aerolínia El Al i diverses infraestructures culturals.

## Història
L'agència va aparèixer en el si de l'Organització Sionista Mundial el 1908 per defensar els interessos hebreus en terres otomanes. Ja des de l'inici va dedicar-se a comprar terres per atreure famílies a la diàspora i que retornessin al país dels seus avantpassats. Posteriorment va dur a terme les mateixes funcions sota el Mandat Britànic de Palestina, quan va ajudar a crear la Haganà, una organització paramilitar.
El 1929 va rebre el nom oficial d'Agència Jueva en el 16è Congrés Sionista. Aquesta refundació aconseguí atreure diversos intel·lectuals hebreus a l'entitat, els quals van començar a escriure sobre la futura relació amb els àrabs a Palestina, amb polèmiques sobre el caràcter estatal de la pàtria jueva. Va incrementar les ajudes per atreure famílies jueves i es calcula que més de 150.000 persones van immigrar al territori que després seria Israel en els seus combois. Moltes d'elles eren allotjades en assentaments sense permís britànic.
Amb l'adveniment del partit nazi al poder, va pactar el retorn de més jueus per fugir de l'antisemitisme creixent, especialment dels joves, als quals educava en escoles - internat especials. Davant les traves dels anglesos per acollir aquestes persones sense papers, l'agència va intensificar els lligams amb organitzacions de resistència antibritànica, entre elles l'esmentada Haganà, el Irgun (una escissió de l'anterior) i el Lehi. Els governadors britànics van respondre amb la detenció de destacats membres de l'agència en el marc de l'Operació Agatha el 1946.
El 1948 es va fundar l'Estat d'Israel i l'agència va col·laborar a establir les primeres institucions polítiques efectives. Mentre es posava en marxa la maquinària del nou estat, va concentrar els seus esforços en ajudar els supervivents de l'holocaust, sigui amb diners i menjar o bé instant-los a instal·lar-se al país. L'esclat de violència als països àrabs veïns va incrementar la immigració local, instal·lada en camps provisionals mentre es creaven assentaments i pobles sufragats majoritàriament amb els diners dels jueus estatunidencs. Aquests diners serviren també per pagar les despeses de diverses infraestructures estatals.
El col·lapse del comunisme soviètic incrementà la pressió migratòria, amb onades de jueus de l'antiga URSS i els seus països dependents que venien a instal·lar-se a Israel. L'agència els proporcionava allotjament i recursos per començar de zero, així com educació en hebreu i ajudes per trobar feina.
Des dels anys 90, l'agència va centrar els seus esforços a mantenir viva la cultura hebrea a l'exterior, amb enviaments de professors i recursos a les comunitats locals o organitzant estades de colònies per a joves jueus per tal que coneguessin la terra dels seus avantpassats. A l'interior del país es dedicà a atendre les famílies més pobres, funció que manté en l'actualitat.